# Carlo Alighiero

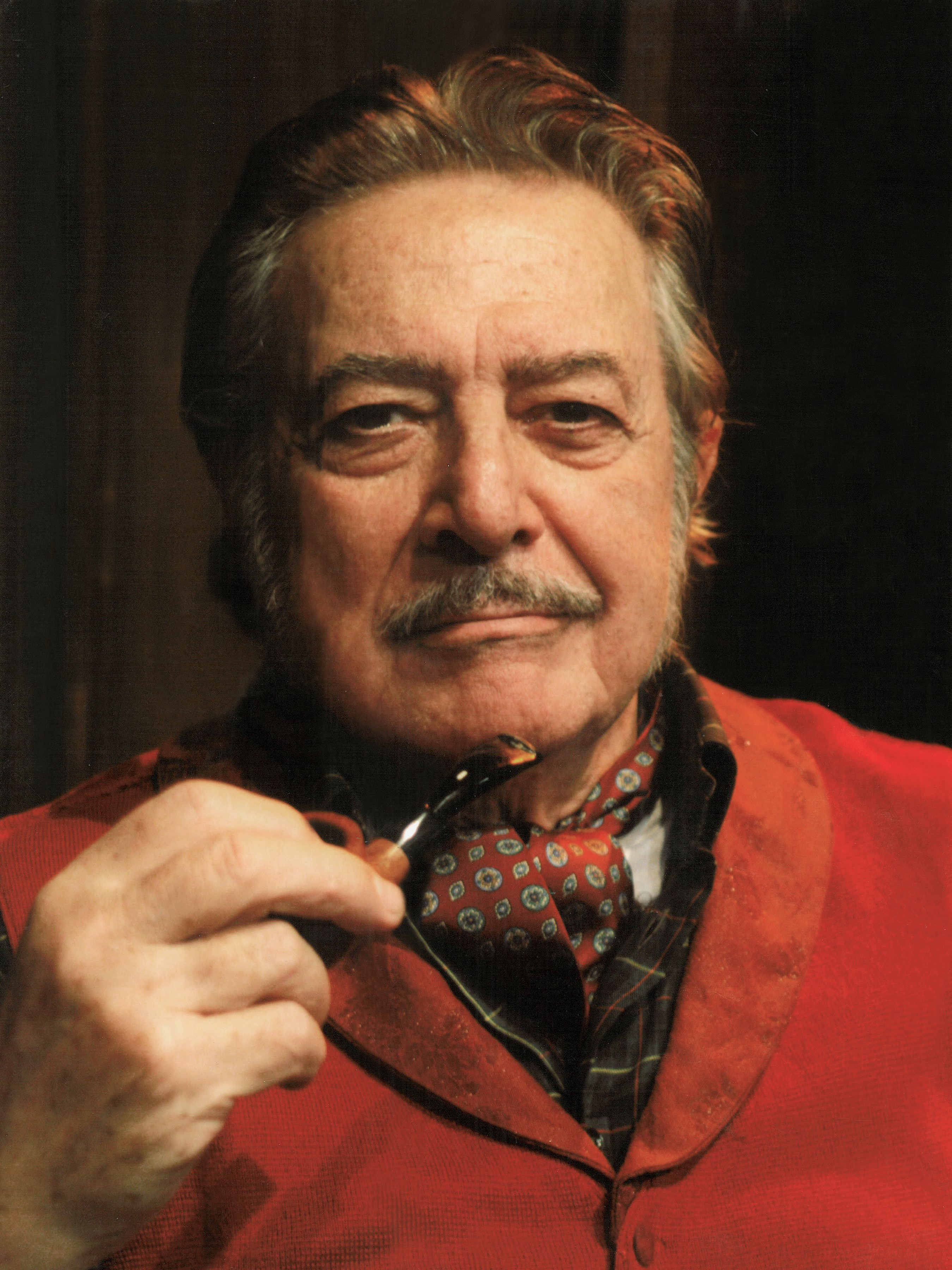
Carlo Alighiero, 2021

Carlo Alighiero (eigentlich Carlo Animali, * 7. Juli 1927 in Ostra; † 11. September 2021) war ein italienischer Schauspieler.

## Leben
Alighiero besuchte die Accademia di Belle Arti di Brera und unterbrach ein anschließendes Universitätsstudium nach Erlangung eines Stipendiums für die Accademia nazionale d’arte drammatica. Er begann daraufhin seine professionelle Schauspielerkarriere als Theaterdarsteller, häufig neben seiner Frau Elena Cotta und wurde in der Rolle des „Sergeant Howard“ in der von 1959 bis 1963 produzierten Fernsehserie Giallo club populär, dem ähnliche Formate folgten. Zeit seiner aktiven Karriere spielte er in zahlreichen weiteren Fernsehproduktionen, darunter häufig Komödien, aber auch dramatische Originalstoffe. Viel rarer waren seine Kinorollen, die 1959 begannen, aber in zehn Jahren nur etwa genau so viele Interpretationen umfassten. Zwischen 1969 und seinem letzten Kinofilm 1976 war er deutlich häufiger präsent, oftmals in sinistren Rollen. Für die Bühne war er ab 1972 mit eigener Truppe und u. a. mit Finalmente soli 1995 auch als Regisseur tätig.
Alighiero schrieb auch einige Theaterstücke und betätigte sich als Synchronsprecher.

## Filmografie (Auswahl)
- 1954: Lorenzaccio (Fernsehfilm)
- 1959: Die Nächte sind voller Gefahren (Le notte dei teddy boys)
- 1960: Wettlauf mit dem Henker (Chiamate 22-22, tenente Sheridan)
- 1969: Die fünf Gefürchteten (Un esercito di 5 uomini)
- 1970: Der Killer von Wien (Lo strano vizio della signora Wardh)
- 1971: Die neunschwänzige Katze (Il gatto a nove code)
- 1972: Girolimoni, das Ungeheuer von Rom (Girolimoni - Il mostro di Roma)
- 1973: Die Säge des Teufels (I corpi presentano tracce di violenza carnale)
- 1975: Die Killermafia (La polizia accusa: il servizio segreto uccide)
- 1975: Hetzjagd ohne Gnade (La città gioca d'azzardo)
- 1975: Die Viper (Roma a mano armata)
- 1984: Buio nella valle (Fernseh-Miniserie)